# Genista fukarekiana
Genista fukarekiana är en ärtväxtart som beskrevs av Kiril Micevski och Ernst Meyer. Genista fukarekiana ingår i släktet ginster, och familjen ärtväxter. Inga underarter finns listade i Catalogue of Life.